# Serhij Owczynnykow
Serhij Anatolijowycz Owczynnykow, ukr. Сергій Анатолійович Овчинников, ros. Сергей Анатольевич Овчинников, Siergiej Anatoljewicz Owczinnikow (ur. 25 października 1960 w Doniecku) – ukraiński piłkarz, grający na pozycji obrońcy, a wcześniej pomocnika lub napastnika.

## Kariera piłkarska

### Kariera klubowa
Wychowanek Szachtara Donieck, w drużynie rezerw którego rozpoczął karierę piłkarską. Potem odbywał służbę wojskową w SKA Kijów i CSKA Moskwa, po czym powrócił do Szachtara. W 1983 przeszedł do Szachtara Gorłówka, a potem do Metalista Charków. Potem ponownie grał w donieckim i gorłowskim Szachtarze. W 1989 został piłkarzem Podilla Chmielnicki, skąd w następnym roku przeniósł się do Krywbasa Krzywy Róg. W 1992 w wieku 32 lat zakończył karierę piłkarską w drugoligowym zespole Prometej Szachtarsk.

### Kariera reprezentacyjna
Występował w radzieckiej reprezentacji U-18, z którym zdobył 1978 Juniorskie Mistrzostwo Europy. W 1979 został wicemistrzem Świata z radziecką reprezentacją U-20 w Japonii.

## Sukcesy i odznaczenia

### Sukcesy klubowe
- zdobywca Pucharu ZSRR: 1983

### Sukcesy reprezentacyjne
- mistrz Europy U-18: 1978
- wicemistrz Świata U-20: 1979

### Odznaczenia
- tytuł Mistrza Sportu ZSRR: 1978